# Llotja de peix
Les llotges de peix són construccions arquitectòniques situades principalment en zones portuàries, concebudes per organitzar i gestionar la comercialització del peix i altres mercaderies. Des de la seva funció econòmica, com a espais de subhasta i distribució, fins al seu paper cultural com a símbol de les economies pesqueres tradicionals, aquestes construccions són una mostra del patrimoni marítim i industrial de les regions costaneres. Segons Ramiro-Aparicio. D: "aquests edificis són el reflex tangible de l'evolució del comerç marítim i el desenvolupament de les comunitats pesqueres al llarg del temps".

## Història

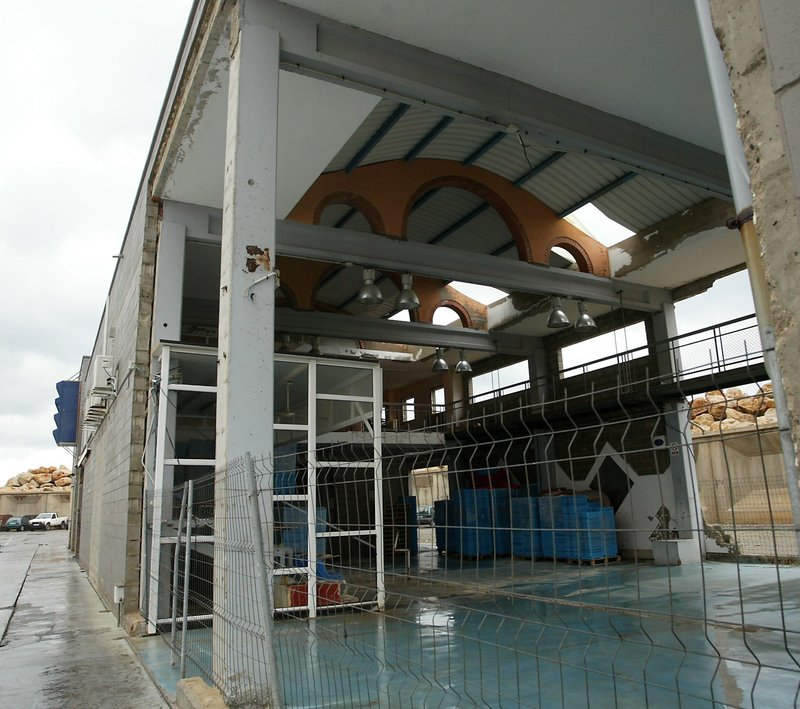
La llotja de peix de Llançà que va quedar destrossada per la llevantada de Sant Esteve del 2008. JOAN SABATER. Recuperat del Punt Avui.

Els orígens de les llotges de peix es remunten a l'edat mitjana. quan es van començar a construir espais dedicats al comerç a gran escala. Aquestes primeres llotges, com la Llotja de Mar, a Barcelona (1389),  es van convertir en un centre neuràlgic del comerç mediterrani. Inicialment, no es limitaven al comerç del peix, sinó que servien sobretot per la compravenda de diversos productes (tan marítims com agrícoles) , la indústria de la navegació i en alguns casos incorporaven funcions financeres com n'és el cas de la Llotja de Mar.

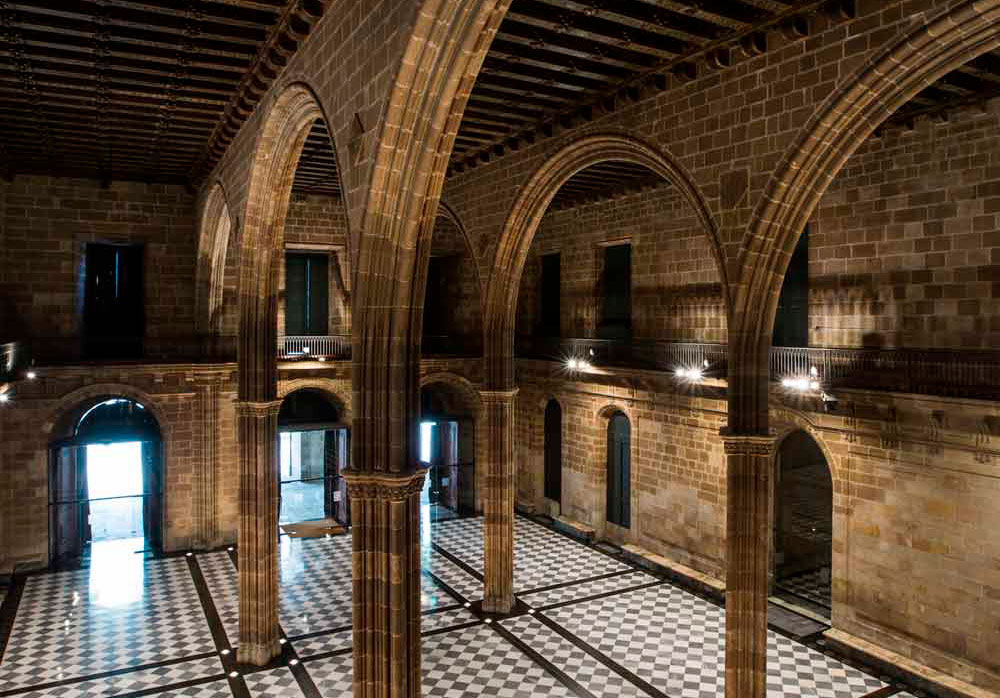
Llotja de Mar, Barcelona. Imatge recuperada de la pàgina web oficial llotja de mar.cat

Amb el temps, la funció de les llotges va evolucionar, i durant els segles XIX i XX, especialment amb la industrialització de la pesca, es van dissenyar noves tipologies arquitectòniques adaptades a les necessitats específiques del sector pesquer. Aquest canvi es va produir especialment en zones costaneres com Galícia, el País Basc i Andalusia, regions amb una llarga tradició marítima. Per exemple, a principis del segle XX, la llotja de Vigo va emergir com un dels punts clau per a l'exportació de peix.

#### Edat MitjanaiRenaixement: El començament
- 1389: Construcció de la Llotja de Mar o Llotja de Barcelona, que inclou el famós "Saló de Contractacions", un exemple icònic del gòtic català i un reflex de l'esplendor del comerç marítim al Mediterrani.
- 1482-1498: Elaboració de la Llotja de València, destacada pel seu estil gòtic civil i el seu paper com a espai clau per al comerç de la seda i altres productes. Aquesta llotja ha estat reconeguda com a Patrimoni de la Humanitat per la UNESCO.

#### Segles XVIIiXVIII: adaptació i diversificació
- 1598: Finalització de la Llotja de Sevilla, una de les darreres grans construccions renaixentistes a l'Estat Espanyol, amb una estructura de planta quadrangular al voltant d'un pati central.
- 1778: A El Puerto de Santa María (Cadis), es construeix la Llotja-Pescaderia Vieja, també coneguda com "El Resbaladero". Aquest edifici, ubicat al port, es va transformar posteriorment en un espai per a la comercialització de productes frescos.

#### Segle XIX: declivi de les llotges monumentals
Durant el segle XIX, amb l’evolució de les estructures comercials, moltes llotges van perdre el seu caràcter monumental i es van transformar en mercats locals o espais d’emmagatzematge. Un exemple significatiu és la Llotja de Sant Fernando (Cadis), construïda el 1872, que incloïa un disseny funcional amb un pati central envoltat per arcs de mig punt.

#### SegleXX: industrialització i modernitat
Amb el pas de la pesca artesanal a la industrialització, les llotges de peix van viure una nova etapa de desenvolupament:
- 1943: Finalització de la Llotja de Barbate a Cadis, dissenyada per Casto Fernández Shaw, un dels exemples més destacats del Moviment Modern. Aquesta llotja inclou elements innovadors com voladissos de gran dimensió i espais optimitzats per al tràfic de mercaderies.
- Època 1960: Construcció de la Llotja del Gran Sol a A Coruña, un edifici icònic per la seva arquitectura racionalista i els seus arcs de formigó armat que cobreixen espais amplis destinats a la subhasta de peix.

#### Catalunya: un punt central de les llotges
A Catalunya, les llotges han tingut un paper central en l'economia pesquera:
- Època dels anys 1880: Construcció de llotges costaneres com les de Blanes i Sant Feliu de Guíxols, que van esdevenir punts clau per a la subhasta i distribució del peix a la Costa Brava.
- Segle XX: La Llotja de Sant Carles de la Ràpita, amb una arquitectura moderna, es consolida com un dels centres més importants per a la comercialització de peix fresc al Delta de l'Ebre.

## Funció
Més enllà de la seva funció comercial i d'interès per la  compravenda, les llotges de peix són espais logístics clau dins la cadena comercial del sector pesquer i la causa de que s'anomenin llotges de peix i no del mercat de peix. Des de la recepció de captures fins a la subhasta i la distribució, aquestes instal·lacions garanteixen l'eficiència i la qualitat en cada etapa del procés de la venda de peix com a aliment. A la costa peninsular, la subhasta de peix, és una pràctica tradicional que encara es manté a molts ports, com a la Llotja de Blanes, a la Llotja de Roses o la Llotja de Port de la Selva.

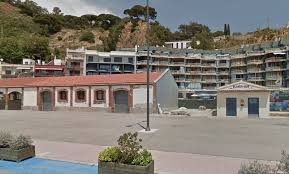
Llotja Vella de peix, Blanes. Imatge extreta de la pàgina web oficial del diari català, El Punt Avui

Aquestes llotges també tenen un rol social, servint com a punts de trobada per a la comunitat pesquera i facilitant la dinamització de l'economia local. Per exemple, la Llotja de Sant Carles de la Ràpita, no només és un espai comercial, sinó també un lloc emblemàtic per al sector pesquer i turístic d'aquell entorn.

## Arquitectura
Les llotges de peix mostren una gran diversitat arquitectònica, des de dissenys històrics fins a edificis moderns i funcionals. Arquitectes com Casto Fernández-Shaw Iturralde van incorporar principis del Moviment Modern per optimitzar la funcionalitat i la durabilitat dels espais, com es veu a la Llotja de Barbate, amb la seva estructura racionalista de formigó armat i coberta plana.
Un altre exemple destacat és la Llotja del Gran Sol a A Coruña, construïda als anys seixanta, que incorpora grans arcs de formigó i espais diàfans per facilitar la gestió eficient de les captures. En aquest sentit, la funcionalitat és clau: la proximitat als ports garanteix la rapidesa en la descàrrega del peix, i la incorporació d’elements com cambres frigorífiques i fàbriques de gel assegura la conservació del producte.
Les llotges també inclouen espais per a subhastes, coneguts com a "sales de contractació", sovint dissenyats per maximitzar la visibilitat i la comunicació entre compradors i venedors. Aquesta característica arquitectònica es pot observar a la Llotja de Barcelona, el gran saló gòtic del qual s'inspira en l’església de Santa Maria del Mar.
Al guanyar protagonisme en el món arquitectònic, les llotges van voler començar a construir-se de formes més complexes i més obertes. Com va dir Darío Ramiro Aparicio en el seu escrit: "les llotges optaren per un nou tipus al convertir-se en edificis més complexos, fins i tot amb dos pisos, amb grans espais diàfans de tres naus, que recorden les Hallenkirchen alemanyes, com l'església de Santa Maria del Mar de Barcelona"